# Ceteń
Ceteń – wieś w Polsce położona w województwie mazowieckim, w powiecie przysuskim, w gminie Odrzywół. Wieś ma status sołectwa.
W latach 1975–1998 miejscowość administracyjnie należała do województwa radomskiego.
Przez miejscowość przepływa rzeka Drzewiczka, prawy dopływ Pilicy.
Wierni Kościoła rzymskokatolickiego należą do parafii św. Jadwigi w Odrzywole.